# Henrique Pousão

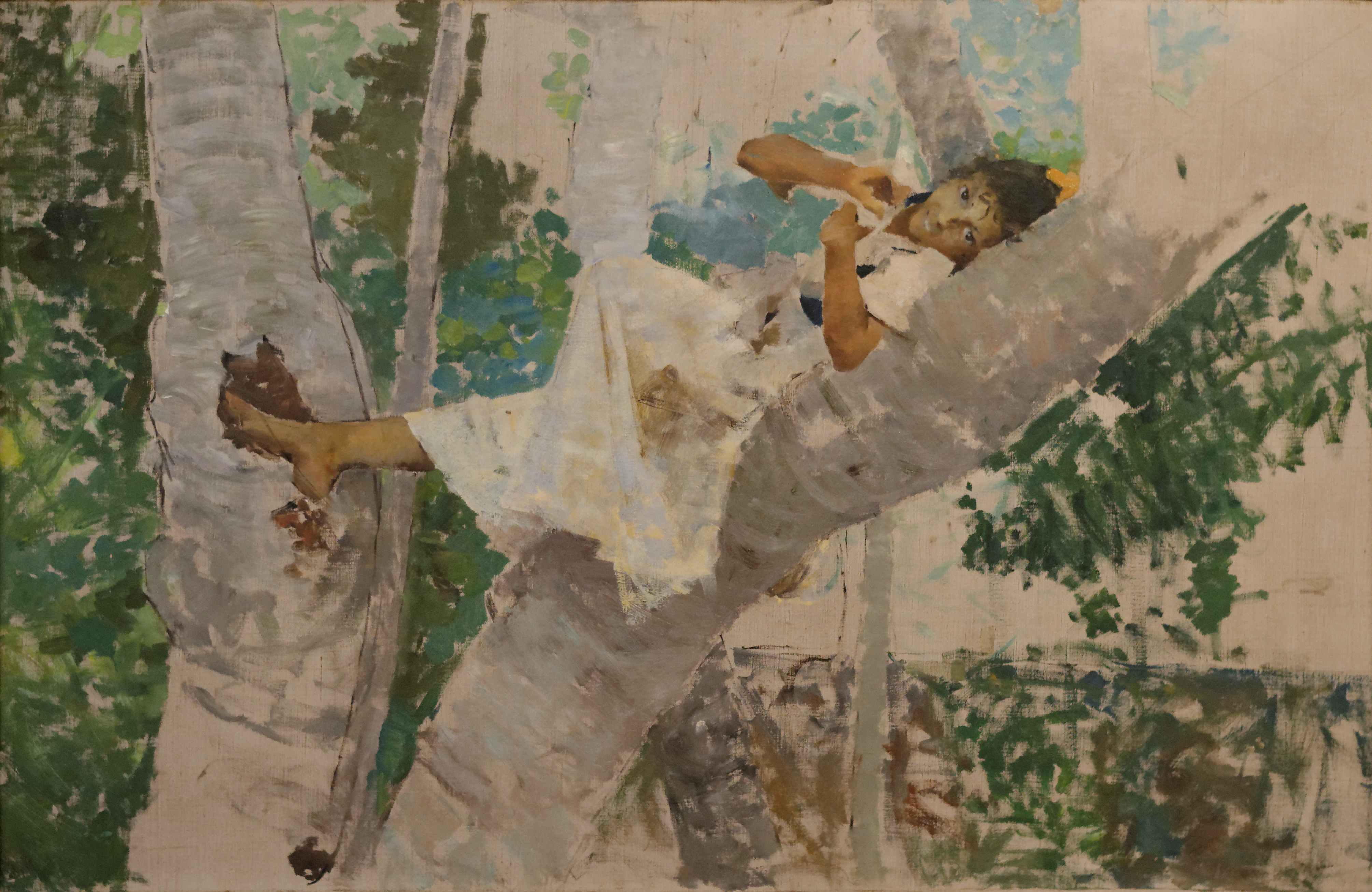
Mujer descansando en un árbol (1883)

Henrique César de Araújo Pousão (Vila Viçosa, 1 de enero de 1859-Vila Viçosa, 20 de marzo de 1884), fue un pintor portugués perteneciente a la 1.ª generación naturalista.
Fue el pintor portugués más innovador de su generación, reflejándose, en su obra naturalista, influencias de pintores impresionistas como Camille Pissarro y Manet . También creó paisajes que trascienden los marcos estéticos de la pintura de su época. Nació en Vila Viçosa. Henrique Pousão se convirtió en pintor en la Academia de Bellas Artes de Porto, donde fue discípulo de Thadeo Maria de Almeida Furtado y João António Correia .

## Vida y obra
Henrique César de Araújo Pousão nació en Vila Viçosa, en la parroquia de São Bartolomeu, el 1 de enero de 1859, y fue bautizado a los 14 días. Era hijo de Francisco Augusto Nunes Pousão, licenciado en Derecho, y de D. María Teresa Alves de Araújo y nieto y bisnieto de pintores. El abuelo materno, Caetano Alves de Araújo, pintó la Institución del Santísimo Sacramento para la Capilla del Santísimo Sacramento de la Iglesia Parroquial de Nossa Senhora da Conceição de Vila Viçosa, y el bisabuelo paterno, António Pousão, fue el autor, entre otras obras, de pinturas para el Convento de São Paulo da Serra de Ossa, en Redondo .
En 1863, la familia se instaló en Elvas, donde Henrique fue a la escuela primaria. Poco después de la mudanza, el 26 de mayo, la madre murió de tuberculosis a los 26 años y el padre se casó dos meses después, el 23 de julio, en Vila Viçosa, con Maria da Conceição Veiga. Durante los siguientes años, Pousão realizó varios dibujos, incluido el prometedor "Retrato de la Prima", en 1869.
A principios de los años setenta del siglo XIX partió con su padre rumbo a Barcelos. Allí, inspirado por los habitantes locales y por los grabados y fotografías, se dedicó a realizar dibujos, firmados y fechados en 1872.
Su pasión por el dibujo llevó a su padre a llevarlo a la ciudad de Oporto, a la casa de un amigo, para que estudiara Arte. Por consejo de su maestro, el pintor António José da Costa, se matriculó en octubre de 1872 en la Academia de Bellas Artes de Porto, sin renunciar, sin embargo, a las clases particulares. En esa Academia fue alumno de Thadeo Maria de Almeida Furtado y João António Correia y colega de José Júlio de Sousa Pinto, Custódio Rocha y José de Brito. En 1880 completó sus estudios.
Durante las vacaciones visitaba a su padre, quien había sido trasladado a Olhão como juez. Ese tiempo vacacional lo dedicaba a pintar paisajes marinos . A su regreso al Oporto, probó suerte en el concurso para convertirse en becario en el extranjero, junto a António Ramalho. Ambos candidatos fueron aprobados por méritos. Sin embargo, la salida hacia París no fue inmediata, ya que las pruebas no contaron con la aprobación de Lisboa . Durante este tiempo de espera, participó en el Centro Artístico Porto y colaboró con la revista O Occidente .
Parte hacia París, en noviembre de 1881, con José Júlio de Sousa Pinto donde es discípulo de Alexandre Cabanel y Adolphe Yvon. Debido a una bronquitis aguda, se fue de Francia a Italia: en Nápoles, Capri y Anacapri, realizó algunos de sus mejores cuadros, en Roma fue miembro del Círculo de Artistas y asistió a las sesiones nocturnas de Modelo Vivo.
Está considerado uno de los más grandes pintores de la pintura portuguesa de la segunda mitad del siglo XIX, Henrique Pousão desarrolló toda su producción artística en la etapa formativa. Su pintura está marcada por los lugares en los que vivió.

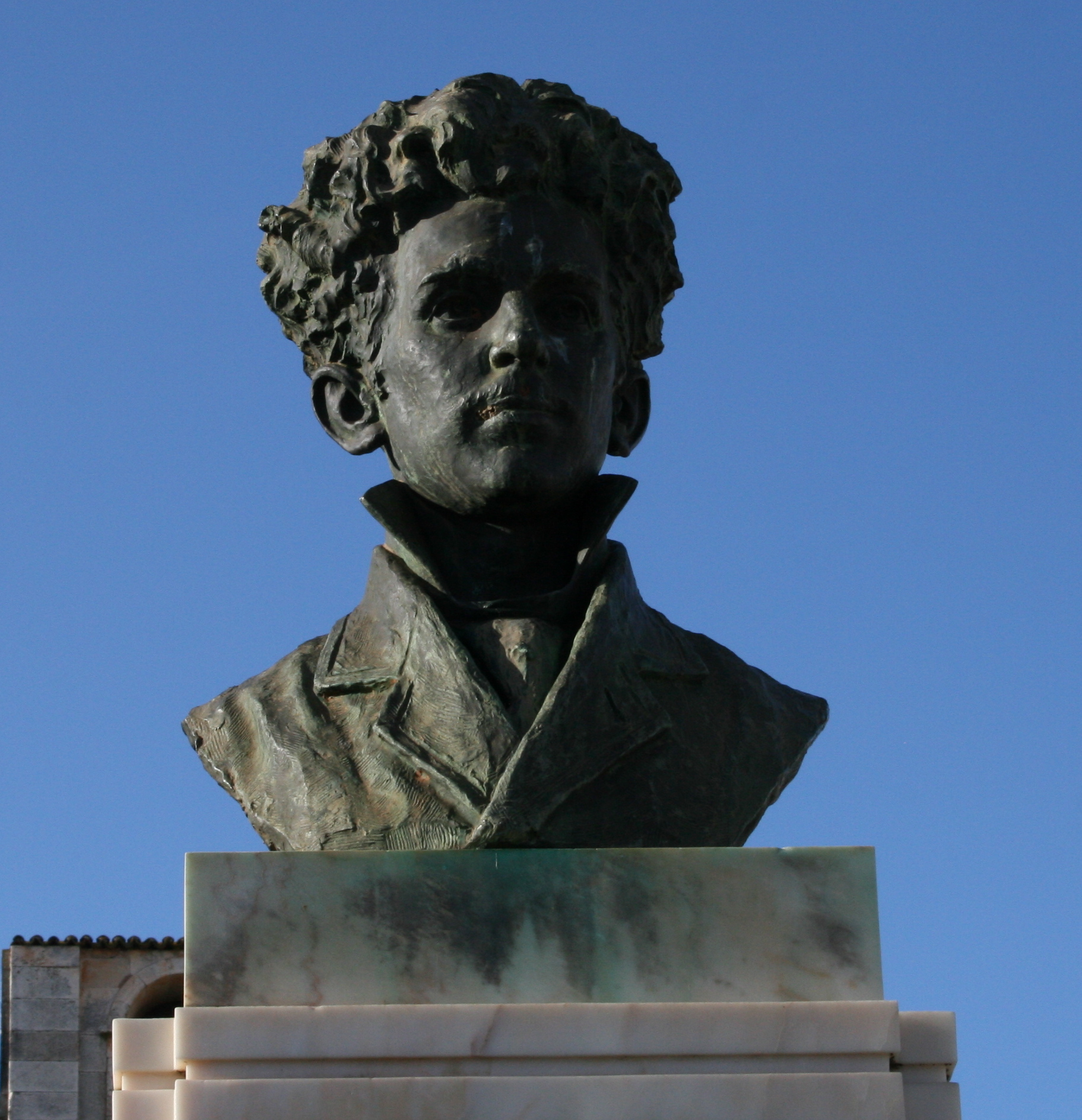
Busto de Henrique Pousão en Vila Viçosa.

En Francia, ya revela la originalidad que más tarde marca su trabajo: una comprensión de la luz y el color, traducida en representaciones de las orillas del Sena, los bosques sombríos en las afueras de París y aspectos del pueblo de Saint-Sauves d ' Auvernia .
En Roma, aunque se apega al gusto academicista, se aleja un tanto del registro mimético y narrativo del naturalismo: en un conjunto numeroso de tablillas pinta calles, caminos, patios, casas, tramos de paisaje, expresa formas en grandes masas de color, en claroscuro y juegos de luces y sombras. En algunas obras, las composiciones asumen formas sintetizadas, cercanas a una expresión abstracta, una excepción en la pintura portuguesa de la época.
El empeoramiento de su estado de salud lo trajo de vuelta a Portugal. En el viaje de regreso pasó por Sorrento, Castellamare, Nápoles, Roma, Génova, Marsella y Barcelona, Valencia, Sevilla, Huelva, Ayamonte, Guadiana, Vila Real y Olhão, en esta última ciudad lo esperaba su padre.
Tras una corta estancia en el Algarve, regresa a Vila Viçosa y acaba muriendo el 20 de marzo de 1884, con tan solo 25 años, en la misma parroquia donde nació. Una hemoptisis derivada de la tuberculosis provocó una muerte prematura. Está enterrado en el cementerio local.
Falleció soltero y sin hijos, siendo tío del poeta João Lúcio Pousão Pereira.
En 1888, por testamento de su padre, la obra de Henrique Pousão fue cedida a la Academia de Bellas Artes de Porto . Actualmente, una parte sustancial de la misma se exhibe en el Museo Nacional de Soares dos Reis .
Henrique Pousão es el pintor de la primera generación naturalista mejor representado en la colección del Museo, tanto por su vasta gama de piezas como por su calidad pictórica. A través de su trabajo, es posible rastrear el antes y el después del naturalismo.
Su nombre está conectado a la revista portuense El Arte Portugués (1882-1884).

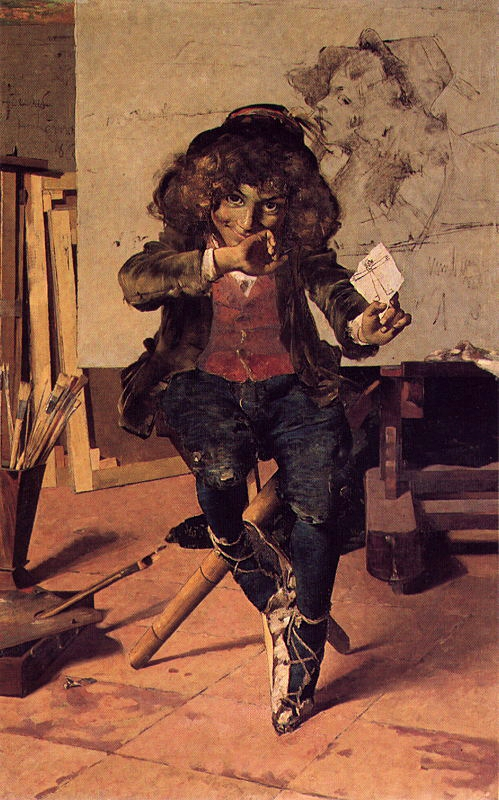
Esperando el éxito (1882), óleo de Henrique Pousão.

## Obras
- Autorretrato (1878)
- Paisaje - Saint-Sauves (1881)
- Esperando el Éxito (1882)
- Cabeza de Muchacho Napolitano (1882)
- Cansada (1882)
- Napolitana (1882)
- Cecília (1882)
- Señora Vestida de Negro (1882)
- Casas Blancas de Caprile (1882)
- La Casa de Persianas Azules (no datado - c. 1883)
- Mujer del agua (1883)
- Escalera en ruinas (1882)
- Pared y escalones (1882)
- Calle de Capri (1882)

## Galería

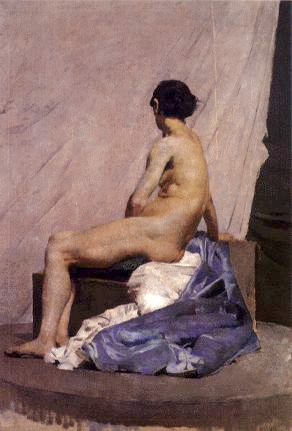
Modelo (1880)
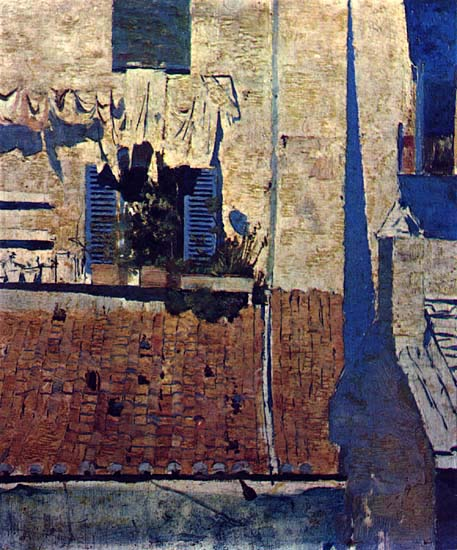
Persianas(1883)
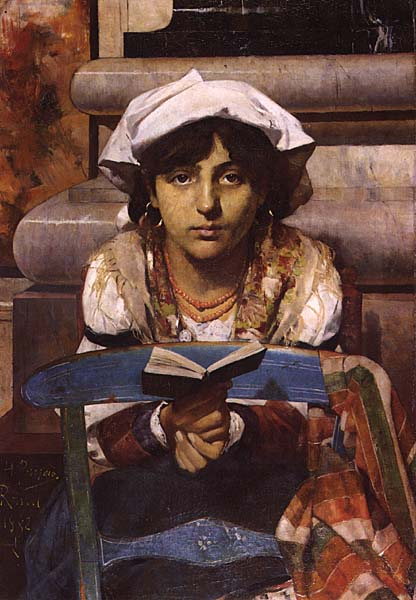
Cecilia (1882)
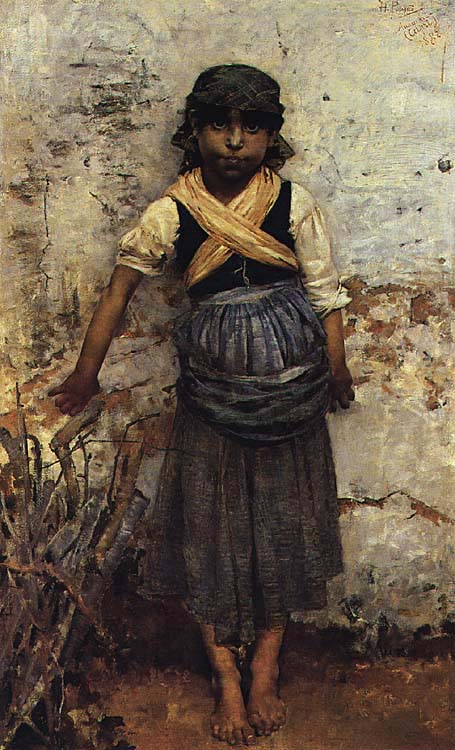
Cansada (1882)
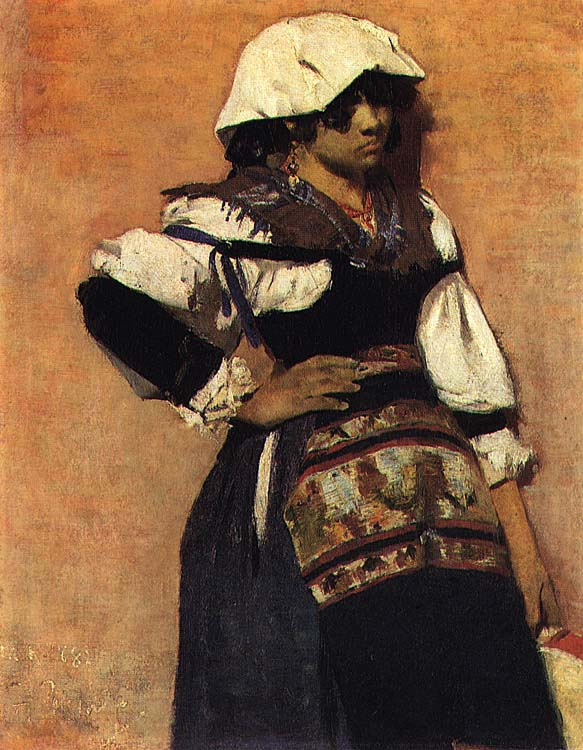
Napolitana (1882)
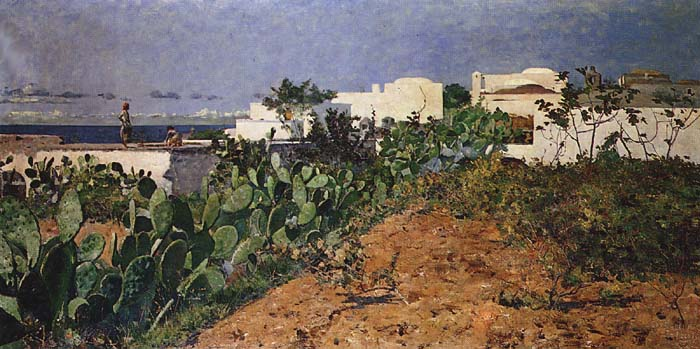
Casas Blancas (1882)
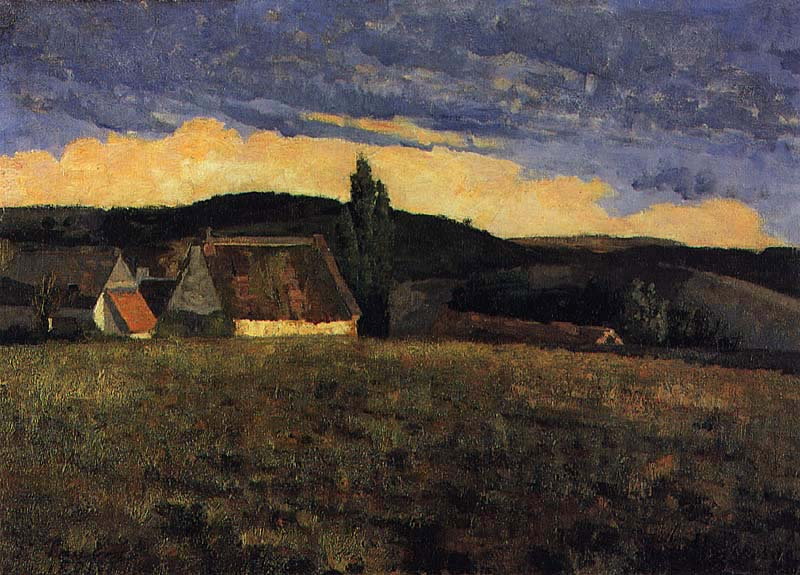
St.Sauves (1881)
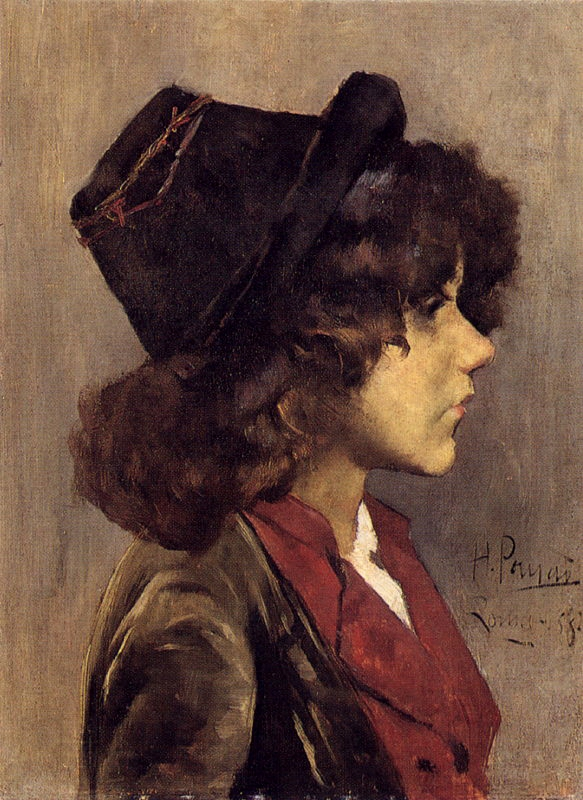
Chico napolitano (1880s)